# Frederik Vilhelm af Nassau-Weilburg
Frederik Vilhelm af Nassau-Weilburg (ty. Friedrich Wilhelm) (født 25. oktober 1768 i Den Haag, død 9. januar 1816 på slottet Weilburg i den nuværende Landkreis Limburg-Weilburg) var fra 28. november 1788 til sin død fyrste af Nassau-Weilburg. Han var også tronfølger til Hertugdømmet Nassau, som blev styret af hans fætter, der var uden mandlige arvinger. Imidlertid døde han, før han kunne efterfølge fætteren.

## Opvokset i Holland
Frederik Vilhelm var søn af greve, senere fyrste Karl Christian af Nassau-Weilburg (1735–1788) og prinsesse Caroline af Oranien-Nassau-Diez (1743–1787).
Carolina var hollandsk tronfølger i to perioder, og hun var datter af arvestatholder Vilhelm 4. af Oranien samt datterdatter af kong Georg 2. af Storbritannien. Carolina var også regentinde af Holland i 1765–1766.
På grund af Carolinas nære arveret til embedet som arvestatholder forlangte Generalstaterne, at hun og hendes familie skulle bo i Holland. I de første år efter sit bryllup var fyrst Karl Christian kun på korte besøg i Nassau-Weilburg. I det meste af tiden passede han sine embeder i Holland. Han var bl.a. guvernør i Maastricht i (1772–1781) og i Bergen op Zoom i (1773–1784).

## Efterkommere
Frederik Vilhelm blev gift med borggrevinde Isabelle af Sayn-Hachenburg-Kirchberg (1772–1827). De fik fire børn.
Den ældste søn Vilhelm 1. af Nassau (1792–1839) blev forfader til storhertugerne af Luxembourg (fra 1890), kongerne af Sverige (fra 1907), af Belgien (fra 1951), af Norge (fra 1991) og af Holland (fra 2013). Desuden blev han forfader til dronningerne af Holland (1879–2013) og af Danmark (fra 1947).